# 가겐
가겐(嘉元, かげん)은 일본의 연호(元号) 중 하나이다.
- 전후 : 겐겐(乾元) 이후 - 도쿠지(徳治) 이전.
- 시기 : 1303년~1305년
- 천황 : 고니조 천황
- 쇼군 : 가마쿠라 막부의 히사아키 친왕
- 싯켄 : 호조 모로토키

## 개원
- 겐겐 2년 8월 5일(율리우스력 1303년 9월 16일), 혜성과 가뭄에 의해 개원(改元).
- 가겐 4년 12월 14일(율리우스력 1307년 1월 18일), 도쿠지로 개원된다.

## 출전
《예문유취》의 “賀老人星表曰、嘉占元吉、弘無量之祐、隆克昌之祚、普天同慶、率土合歓”

## 가겐 시기에 일어난 일
- 3년
  - 4월 : 가겐의 난. 지키소의 우두머리인 호조 무네카타가, 당대 중진이며 렌쇼(連署)인 호조 도키무라를 습격했다. 무네카타는 싯켄인 호조 모로토키의 관사에서 죽임을 당한다.

## 서력과의 대조표
| 가겐 | 원년   | 2년    | 3년    | 4년    |
| ---- | ------ | ------ | ------ | ------ |
| 서력 | 1303년 | 1304년 | 1305년 | 1306년 |
| 간지 | 계묘   | 갑진   | 을사   | 병오   |

## 같이 보기
- 일본의 연호 일람

| 이전 겐겐 | 일본의 연호 1303년 ~ 1306년 | 다음 도쿠지 |